# Graham Moseley
Graham Moseley (* 16. November 1953 in Manchester) ist ein ehemaliger englischer Fußballspieler. Der Torhüter kam während seiner Profikarriere für Derby County, Aston Villa, den FC Walsall, Brighton & Hove Albion und Cardiff City in der Football League zum Einsatz. Mit der englischen Jugendnationalmannschaft gewann er das UEFA-Juniorenturnier 1972. Mit Brighton stand er im Finale um den FA Cup 1982/83.